# Keith Yandle
Keith Yandle (né le 9 septembre 1986 à Boston, dans l'État du Massachusetts aux États-Unis) est un joueur professionnel américain de hockey sur glace. Il évolue au poste de défenseur.

## Carrière de joueur
À la suite du repêchage de la Ligue nationale de hockey de 2005, il se joint aux Wildcats de Moncton alors dirigé par Ted Nolan. Il s'impose rapidement comme l'un des meilleurs défenseurs du circuit. Il est d'ailleurs nommé défenseur de l'année au niveau junior canadien en plus de mettre la main sur le trophée Émile-Bouchard, remis au meilleur défenseur de la Ligue de hockey junior majeur du Québec. Son club remporte la Coupe du président après la saison 2005-2006 face aux Remparts de Québec.
Au tournoi de la Coupe Memorial, les deux équipes croisent le fer à nouveau en clôture de tournoi alors que les Remparts représentent la LHJMQ et les Wildcats s'y trouvent en tant qu'hôtes. Cette fois, ce sont les Remparts qui remportent le tournoi. 
La saison suivante, Yandle se joint au Rampage de San Antonio, club-école des Coyotes de Phoenix. Il joue également quelques parties avec le grand club. Après une autre saison passée entre les deux clubs, il se taille un poste permanent avec les Coyotes à l'aube de la saison 2008-2009.
En 2010, il représente une première fois son pays lors du Championnat du monde de hockey sur glace.
En 2011, Keith Yandle est invité au Match des étoiles de la LNH.
Le 1er mars 2015, il est échangé avec Chris Summers aux Rangers de New York contre l'espoir Anthony Duclair, le défenseur John Moore et un choix de quatrième tour au repêchage d'entrée dans la LNH 2016.
Le 20 juin 2016, les Rangers l'échangent aux Panthers de la Floride en échange d'un choix de 6e tour au repêchage 2016 et un choix conditionnel (si les Panthers gardent Yandle) de 4e tour au repêchage 2017.
En juillet 2021, le défenseur de 34 ans signe un contrat d'un an avec les Flyers de Philadelphie, lui rapportant 900 000$.
Le 20 septembre 2022, il annonce sa retraite après une carrière de 16 ans dans la LNH.

## Statistiques

### En club
| Saison     | Équipe                         | Ligue          |      | Saison régulière | Saison régulière | Saison régulière | Saison régulière | Saison régulière |   | Séries éliminatoires | Séries éliminatoires | Séries éliminatoires | Séries éliminatoires | Séries éliminatoires |
| Saison     | Équipe                         | Ligue          | PJ   | B                | A                | Pts              | Pun              | PJ               | B | A                    | Pts                  | Pun                  |                      |                      |
| 2002-2003  | Penguins de l'Académie Cushing | USHS           | 27   | 4                | 26               | 30               | 61               | -                | - | -                    | -                    | -                    |                      |                      |
| 2003-2004  | Penguins de l'Académie Cushing | USHS           | 37   | 14               | 48               | 62               | 78               | -                | - | -                    | -                    | -                    |                      |                      |
| 2004-2005  | Penguins de l'Académie Cushing | USHS           | 34   | 14               | 40               | 54               | 52               | -                | - | -                    | -                    | -                    |                      |                      |
| 2005-2006  | Wildcats de Moncton            | LHJMQ          | 66   | 25               | 59               | 84               | 109              | 21               | 6 | 14                   | 20                   | 36                   |                      |                      |
| 2005-2006  | Wildcats de Moncton            | Coupe Memorial | -    | -                | -                | -                | -                | 5                | 3 | 0                    | 3                    | 2                    |                      |                      |
| 2006-2007  | Rampage de San Antonio         | LAH            | 69   | 6                | 27               | 33               | 97               | -                | - | -                    | -                    | -                    |                      |                      |
| 2006-2007  | Coyotes de Phoenix             | LNH            | 7    | 0                | 2                | 2                | 8                | -                | - | -                    | -                    | -                    |                      |                      |
| 2007-2008  | Rampage de San Antonio         | LAH            | 30   | 1                | 14               | 15               | 80               | 5                | 0 | 0                    | 0                    | 8                    |                      |                      |
| 2007-2008  | Coyotes de Phoenix             | LNH            | 43   | 5                | 7                | 12               | 14               | -                | - | -                    | -                    | -                    |                      |                      |
| 2008-2009  | Coyotes de Phoenix             | LNH            | 69   | 4                | 26               | 30               | 37               | -                | - | -                    | -                    | -                    |                      |                      |
| 2009-2010  | Coyotes de Phoenix             | LNH            | 82   | 12               | 29               | 41               | 45               | 7                | 2 | 3                    | 5                    | 4                    |                      |                      |
| 2010-2011  | Coyotes de Phoenix             | LNH            | 82   | 11               | 48               | 59               | 68               | 4                | 0 | 5                    | 5                    | 0                    |                      |                      |
| 2011-2012  | Coyotes de Phoenix             | LNH            | 82   | 11               | 32               | 43               | 51               | 16               | 1 | 8                    | 9                    | 10                   |                      |                      |
| 2012-2013  | Coyotes de Phoenix             | LNH            | 48   | 10               | 20               | 30               | 54               | -                | - | -                    | -                    | -                    |                      |                      |
| 2013-2014  | Coyotes de Phoenix             | LNH            | 82   | 8                | 45               | 53               | 63               | -                | - | -                    | -                    | -                    |                      |                      |
| 2014-2015  | Coyotes de l'Arizona           | LNH            | 63   | 4                | 37               | 41               | 32               | -                | - | -                    | -                    | -                    |                      |                      |
| 2014-2015  | Rangers de New York            | LNH            | 21   | 2                | 9                | 11               | 8                | 19               | 2 | 9                    | 11                   | 10                   |                      |                      |
| 2015-2016  | Rangers de New York            | LNH            | 82   | 5                | 42               | 47               | 40               | 5                | 1 | 0                    | 1                    | 2                    |                      |                      |
| 2016-2017  | Panthers de la Floride         | LNH            | 82   | 5                | 36               | 41               | 39               | -                | - | -                    | -                    | -                    |                      |                      |
| 2017-2018  | Panthers de la Floride         | LNH            | 82   | 8                | 48               | 56               | 35               | -                | - | -                    | -                    | -                    |                      |                      |
| 2018-2019  | Panthers de la Floride         | LNH            | 82   | 9                | 53               | 62               | 50               | -                | - | -                    | -                    | -                    |                      |                      |
| 2019-2020  | Panthers de la Floride         | LNH            | 69   | 5                | 40               | 45               | 20               | 4                | 0 | 3                    | 3                    | 0                    |                      |                      |
| 2020-2021  | Panthers de la Floride         | LNH            | 56   | 3                | 24               | 27               | 38               | 3                | 0 | 2                    | 2                    | 0                    |                      |                      |
| 2021-2022  | Flyers de Philadelphie         | LNH            | 77   | 1                | 18               | 19               | 14               | -                | - | -                    | -                    | -                    |                      |                      |
| Totaux LNH | Totaux LNH                     | Totaux LNH     | 1109 | 103              | 516              | 619              | 616              | 58               | 6 | 30                   | 36                   | 26                   |                      |                      |

### En équipe nationale
| Année | Compétition          |   | PJ | B | A | Pts | Pun | +/-          |  | Résultat |
| 2010  | Championnat du monde | 6 | 1  | 3 | 4 | 0   | -1  | 13e position |  |          |

## Trophées et honneurs personnels
- Ligue de hockey junior majeur du Québec
  - 2006 : récipiendaire du trophée Émile-Bouchard
  - 2006 : nommé dans la 1re équipe d'étoiles
  - 2006 : remporte la Coupe du président avec les Wildcats de Moncton
- Ligue canadienne de hockey 
  - 2006 : nommé meilleur défenseur de l'année
  - 2006 : nommé dans la 1re équipe d'étoiles
- Ligue américaine de hockey 
  - 2008 : participe au Match des étoiles.
- Ligue nationale de hockey
  - 2011 : participe au 58e Match des étoiles.
  - 2012 : participe au 59e Match des étoiles.